# Варавино-Фактория
Варавино-Фактория — один из девяти территориальных округов Архангельска. Расположен в юго-восточной части города, на правом берегу реки Северной Двины, южнее Краснофлотского моста. На северо-западе граничит с округом Майская Горка.
Основные магистрали: Ленинградский проспект, улицы Папанина, Капитана Воронина, Летчика Никитова, Окружное шоссе; автодорога Архангельск — Пинега — Мезень, также по территории округа проходит железная дорога Архангельск — Карпогоры.
Жилые микрорайоны: Варавино, Фактория, Лесозавод № 2, Новый поселок, Жаровиха, Силикатчиков.

## История
Территориальный округ Варавино-Фактория города Архангельска образован в 1991 году в соответствии с постановлением мэра г. Архангельска от 13 ноября 1991 года № 2 и решением Архангельского городского Совета народных депутатов от 15 ноября 1991 года № 88 «Об образовании территориальных городских округов».
В связи с постановлением и указанным решением была проведена реорганизация структуры органов управления города, в результате которой ликвидировано деление на 4 района и образовано 9 территориальных округов, в том числе Варавино-Фактория.
До 1991 года территория относилась к Ломоносовскому району города Архангельска.

## Население
| 2002    | 2010    | 2011    | 2012    | 2013    | 2014    | 2015    |
| ------- | ------- | ------- | ------- | ------- | ------- | ------- |
| 36 392  | ↗36 565 | ↘35 824 | ↗36 715 | ↗37 206 | ↘37 194 | ↗37 636 |
| 2016    | 2021    |         |         |         |         |         |
| ↗37 798 | ↘31 008 |         |         |         |         |         |